# Linha de Demarcação Inter-Entidades

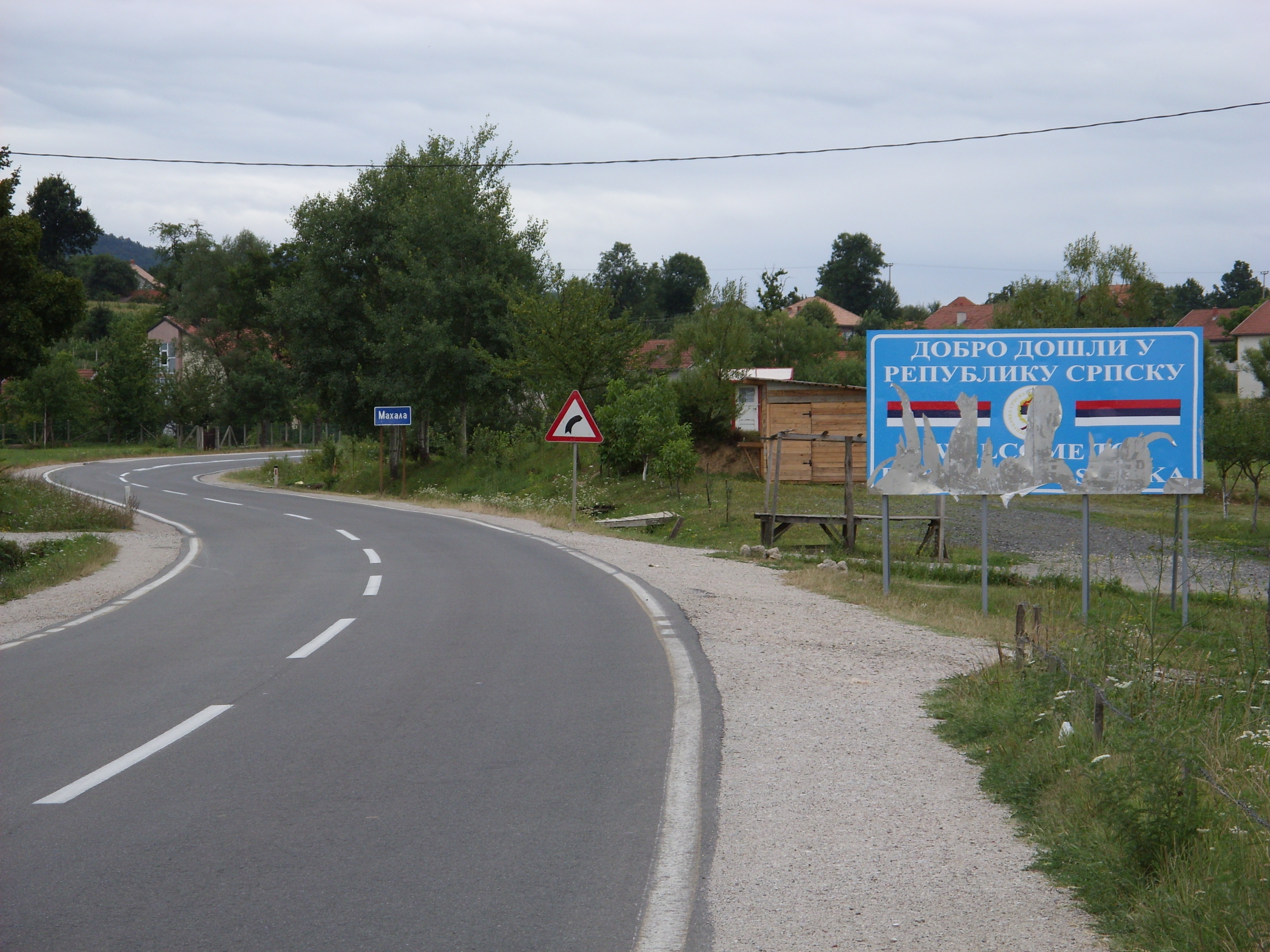
Cartaz a anunciar a linha de demarcação inter-entidades em 2008, perto de Mahala, entre Kalesija e Osmaci.

A Linha de Demarcação Inter-Entidades (em inglês: Inter-Entity Boundary Line, abreviado IEBL, em servo-croata: Međuentitetska linija) é uma linha de demarcação que divide a Bósnia e Herzegovina em duas entidades: a Federação da Bósnia e Herzegovina e a República Sérvia da Bósnia e Herzegovina, cujo comprimento total é de  1080 km.
A LDIE foi definida durante os acordos de Dayton e respeita quase fielmente a linha da frente no final da Guerra da Bósnia de 1992 a 1995, com pequenos ajustamentos na parte ocidental (Bosanska Krajina) e em torno da cidade de Sarajevo.
A atual divisão política da Bósnia e Herzegovina foi estabelecida ao abrigo da nova constituição segundo o Anexo 4 do "General Framework Agreement for Peace" de novembro de 1995 assinado em Dayton (EUA), e sucessivamente assinada em Paris em 14 de dezembro desse ano.
A linha foi demarcada com recurso a imagens de satélite e cartografia digital, sendo a primeira vez que estas tecnologias foram usadas para delimitar territórios num tratado oficial.